# خراجی (رودان)
خراجی، روستایی در دهستان آبنما بخش مرکزی شهرستان رودان در استان هرمزگان ایران است. این روستا، مرکز دهستان آبنما است.
نگاهی به تاریخ دیرینه روستای خراجی در شهرستان رودان
مقدمه
روستای خراجی یکی از روستاهای قدیمی و فرهنگی شهرستان رودان در استان هرمزگان است که با پیشینه‌ای غنی و مردمی سخت‌کوش، در دل تاریخ جنوب ایران نقش داشته است. با توجه به کمبود منابع مکتوب، بررسی تاریخ این روستا نیازمند رجوع به فرهنگ شفاهی، اسناد محلی و ویژگی‌های جغرافیایی است.
موقعیت جغرافیایی
روستای خراجی در بخش مرکزی شهرستان رودان واقع شده و به دلیل برخورداری از منابع آبی مناسب و خاک حاصلخیز، از گذشته تاکنون محل سکونت کشاورزان و دامداران بوده است. این منطقه دارای آب‌وهوای گرم و خشک است که موجب شکل‌گیری الگوهای خاص زندگی سنتی شده است.
پیشینه تاریخی
بر اساس گفته‌های محلی و آثار باقی‌مانده، قدمت روستای خراجی به بیش از چند قرن بازمی‌گردد. مردم منطقه از نژاد آریایی و از طوایف بومی جنوب ایران هستند که احتمالاً در دوره‌های صفویه یا قبل از آن در این منطقه سکونت یافته‌اند.
برخی نشانه‌های تاریخی شامل:
وجود قبرستان‌های قدیمی با سنگ‌قبرهای دست‌ساز
نقوش صخره‌ای و معماری بومی در خانه‌های سنتی
قصه‌های محلی درباره جنگ‌ها، مهاجرت‌ها و روابط قومی
اقتصاد و فرهنگ در گذشته
اقتصاد روستا از دیرباز بر پایه کشاورزی، به ویژه نخل‌داری، مرکبات و دامداری بوده است. همچنین خراجی‌ها به دلیل سخت‌کوشی و همبستگی اجتماعی، همواره در برابر مشکلات طبیعی و اجتماعی مقاومت کرده‌اند.
فرهنگ شفاهی روستا، شامل ضرب‌المثل‌ها، موسیقی محلی، آیین‌های سنتی (مانند مراسم نخل‌چینی، عروسی و عزا)، بیانگر هویت عمیق فرهنگی مردم خراجی است.
رویدادهای مهم تاریخی
در دوره‌های مختلف، مردم خراجی در رخدادهای منطقه‌ای از جمله مقاومت‌های محلی، شورش علیه ظلم حکام یا مشارکت در ساخت زیرساخت‌های مردمی نقش داشته‌اند. مشارکت در ساخت مدارس، قنات‌ها، و همکاری در زمان بحران‌های طبیعی مانند خشکسالی و سیل، از جمله این رویدادهاست.
وضعیت کنونی و حفظ میراث
امروزه روستای خراجی در حال توسعه است، اما بخشی از فرهنگ سنتی در حال فراموشی است. تلاش برای ثبت آثار تاریخی، مستندسازی تاریخ شفاهی و توسعه گردشگری روستایی می‌تواند به حفظ و احیای هویت تاریخی این منطقه کمک کند.
نتیجه‌گیری
روستای خراجی، گنجینه‌ای از تاریخ، فرهنگ و مقاومت مردمی در دل رودان است. توجه به این میراث ارزشمند نه‌تنها موجب تقویت هویت محلی می‌شود، بلکه راهی برای توسعه پایدار و فرهنگی منطقه نیز خواهد بود.

## جمعیت
بر پایه سرشماری عمومی نفوس و مسکن در سال ۱۳۹۵، جمعیت این روستا برابر با ۴٬۷۱۲ نفر (۱٬۳۲۰ خانوار) بوده‌است.